# Địa mạo học

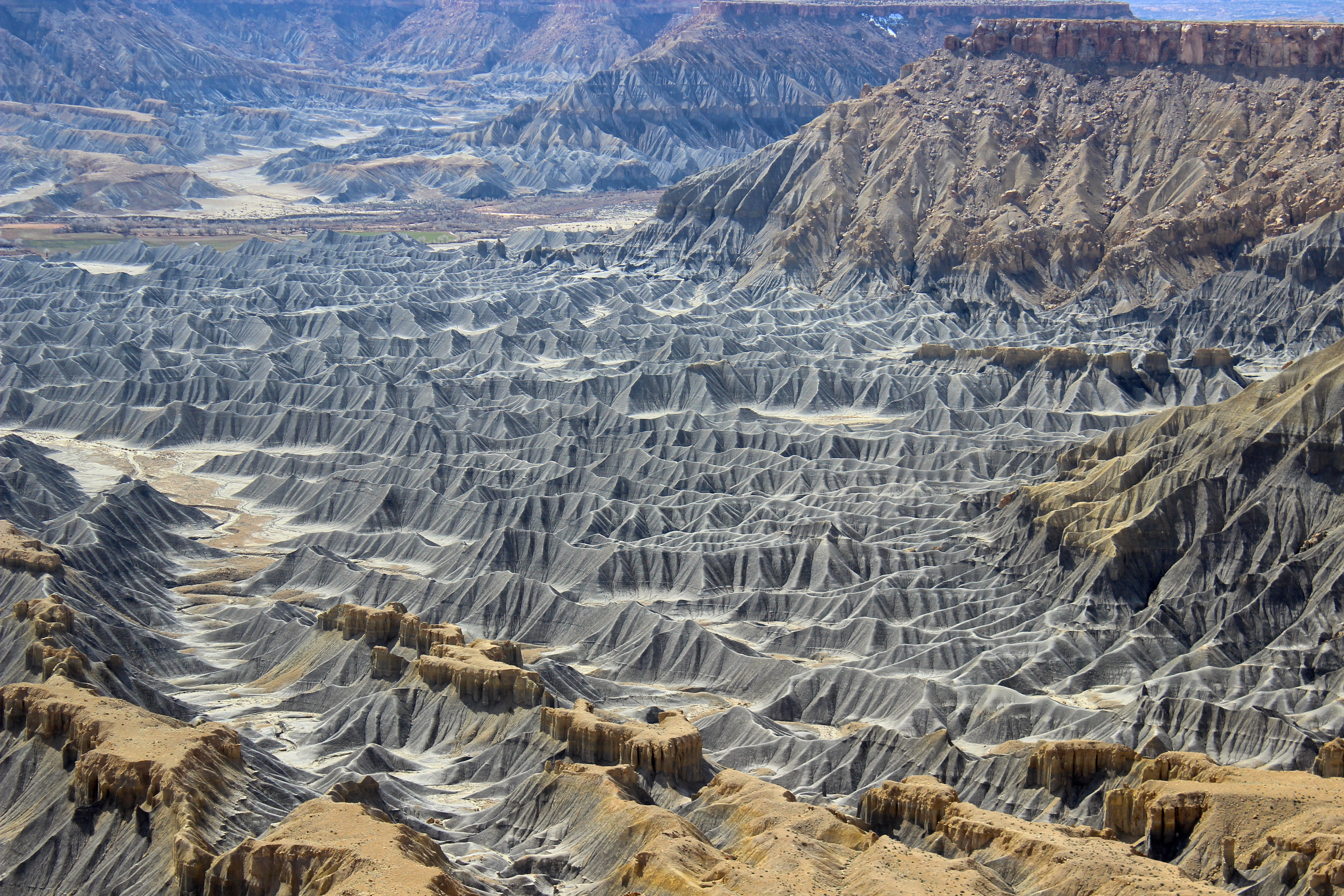
Đất xấu khắc vào đá phiến sét dưới chân cao nguyên Bắc Caineville, Utah, trong đèo được khắc bởi sông Fremont và được gọi là the Blue Gate. Grove Karl Gilbert đã nghiên cứu các cảnh quan của khu vực này rất chi tiết, tạo thành nền tảng quan sát cho nhiều nghiên cứu của ông về địa mạo học.

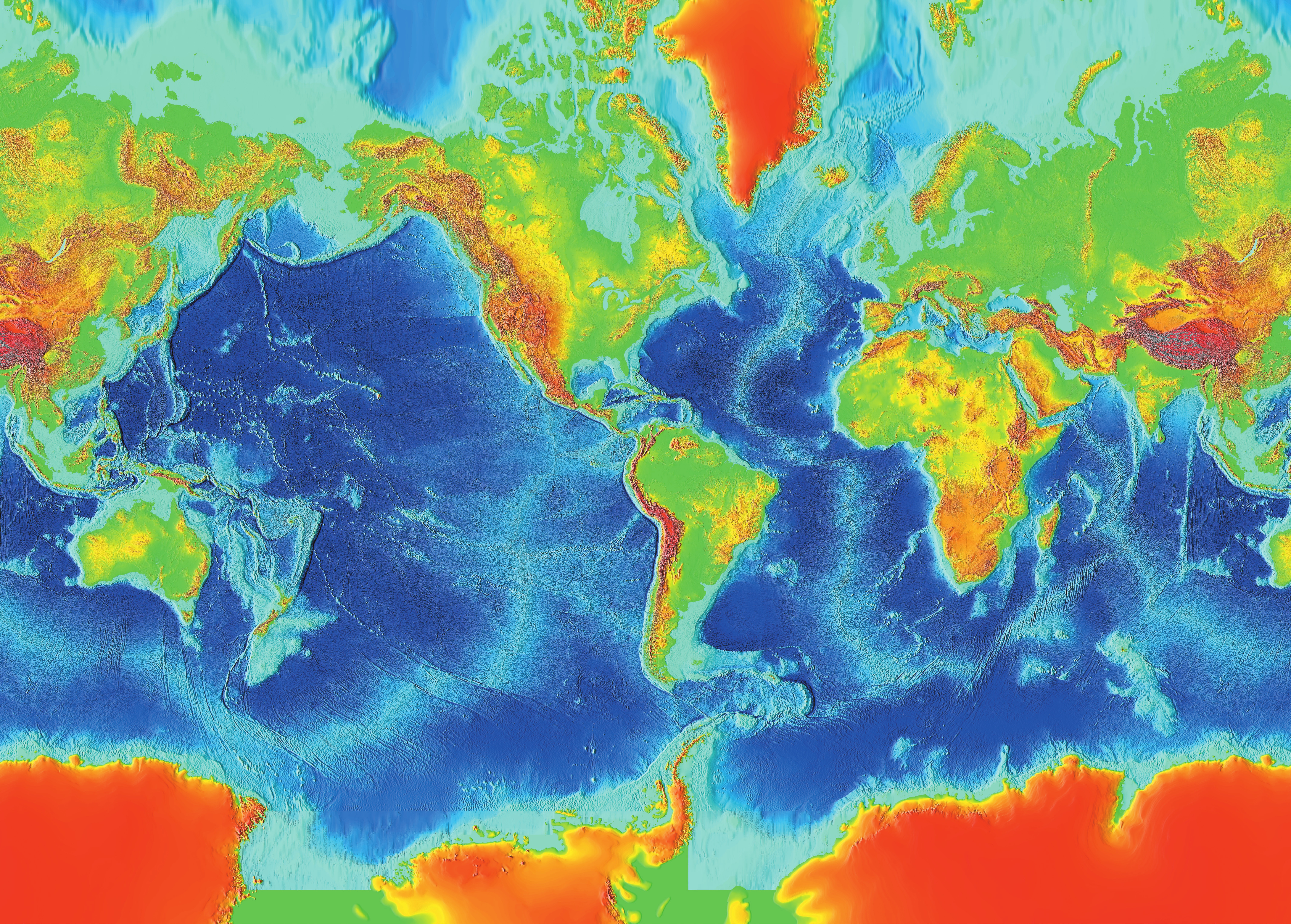
Trên bề mặt Trái Đát, những nơi màu đỏ là khu vực có độ cao cao hơn.

Địa mạo học (từ Tiếng Hy Lạp cổ đại: γῆ, gê, "Trái Đất"; μορφή, morphḗ, "hình dạng"; và λόγος, lógos, "nghiên cứu") là nghiên cứu khoa học về nguồn gốc và sự tiến hóa của các đặc điểm địa hình học và phép đo sâu được tạo ra bởi vật lý, hóa học hoặc các quá trình sinh học hoạt động tại hoặc gần bề mặt Trái Đất. Các nhà địa mạo học tìm cách hiểu tại sao cảnh quan nhìn theo cách họ làm, để hiểu lịch sử và động lực địa mạo và dự đoán các thay đổi thông qua sự kết hợp của các quan sát thực địa, thí nghiệm vật lý và mô hình số. Các nhà địa mạo học làm việc trong các ngành như địa lý tự nhiên, địa chất học, trắc địa, kỹ thuật địa chất, khảo cổ học, khí hậu học và địa chất công trình. Các nghiên cứu này là nền tảng đóng góp cho nhiều phong cách nghiên cứu và lợi ích trong lĩnh vực này.

## Tổng quan

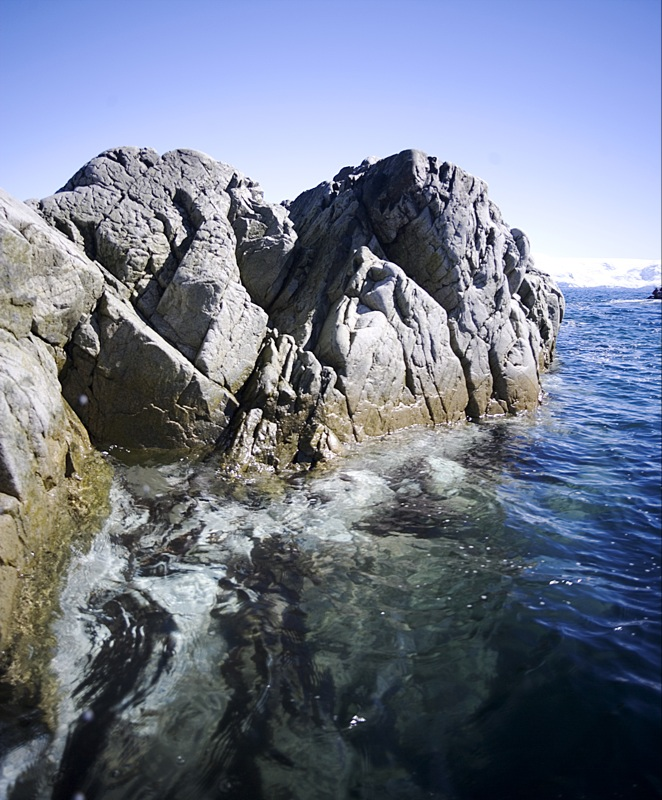
Phong hóa và nước hóa học dẫn đến sự sai lệch cấu trúc trong đá lộ ra

Bề mặt Trái Đất được sửa đổi bởi sự kết hợp của các quá trình bề mặt định hình cảnh quan và các quá trình địa chất gây ra kiến tạo nâng lên và sụt lún, và định hình địa lý ven biển. Các quá trình trên bề mặt bao gồm tác động của nước, gió, băng, cháy rừng, và các sinh vật sống trên bề mặt Trái Đất, cùng với các phản ứng hóa học hình thành đất và làm thay đổi tính chat vật liệu, sự ổn định và tốc độ thay đổi của địa hình học dưới tác dụng của lực tương tác hấp dẫn, và các yếu tố khác, chẳng hạn như (trong quá khứ gần đây) sự thay đổi của con người tác động lên cảnh quan. Một trong số các yếu tố này có tác động trung gian mạnh mẽ của khí hậu. Các quá trình địa chất bao gồm sự nâng cao của dãy núi, sự phát triển của núi lửa, sự thay đổi đẳng tĩnh về độ cao mặt đất (đôi khi để đáp ứng với các quá trình bề mặt), và sự hình thành của bồn trầm tích sâu nơi bề mặt Trái Đất rơi xuống và chứa đầy các vật liệu xói mòn từ các phần khác nhau của cảnh quan. Do đó, bề mặt Trái Đất và địa hình của nó là một giao điểm của các hoạt động khí hậu, thủy văn học, và sinh học với các quá trình địa chất, hoặc nói cách khác, giao điểm của thạch quyển Trái Đất với thủy quyển, khí quyển, và sinh quyển của nó.
Các địa hình quy mô rộng của Trái Đất minh họa cho giao điểm của hoạt động bề mặt và dưới bề mặt. Vành đai núi được nâng lên do các quá trình địa chất. Bóc mòn của các khu vực nâng cao này tạo ra trầm tích được vận chuyển và lắng đọng ở những nơi khác trong cảnh quan hoặc ngoài khơi. Trên cãi quy mô nhỏ dần, áp dụng các ý tưởng tương tự, nơi các địa hình riêng lẻ phát triển để đáp ứng với sự cân bằng của các quá trình phụ (nâng cao và lắng đọng) và các quá trình trừ (sụt lún và xói mòn). Thông thường, các quá trình này ảnh hưởng trực tiếp với nhau: các tảng băng, nước, và trầm tích là tất cả các tải trọng thay đổi địa hình thông qua đẳng áp uốn. Địa hình có thể thay đổi khí hậu địa phương, ví dụ: thông qua lượng mưa địa hình, từ đó lần lượt sửa đổi địa hình bằng cách thay đổi chế độ thủy văn trong khi nó phát triển. Nhiều nhà địa mạo học đặc biệt quan tâm đến tiềm năng cho các phản hồi giữa khí hậu và kiến tạo, qua trung gian các quá trình địa mạo.
Ngoài các câu hỏi trên phạm vi rộng này, các nhà địa mạo học giải quyết các vấn đề cụ thể hơn và/hoặc địa phương hơn. Các nhà địa mạo sông băng điều tra các trầm tích sông bang như băng tích, địa hình rắn, và hồ proglacial, cũng như các đặc điểm xói mòn do băng hà, để xây dựng các niên đại của cả sông băng nhỏ và dãy băng lớn và hiểu được chuyển động và tác động của chúng trên cảnh quan. Các nhà địa mạo sông tập trung vào sông, cách chúng vận chuyển trầm tích, di chuyển sông, cắt thành đá gốc, phản ứng với những thay đổi về môi trường và kiến tạo, và tương tác với con người. Các nhà địa mạo đất nghiên cứu hồ sơ đất và hóa học để tìm hiểu về ịch sử của một cảnh quan cụ thể và hiểu cách khí hậu, biota, và đá tương tác với nhau. Các nhà địa mạo học khác nghiên cứu cách đồi hình thành và thay đổi. Vẫn còn những người khác điều tra các mối quan hệ giữa sinh thái học và địa mạo học. Bởi vì địa mạo học được định nghĩa bao gồm mọi thứ liên quan đến bề mặt Trái Đất và sự biến đổi của nó, nó là một lĩnh vực rộng lớn với nhiều khía cạnh.
Các nhà địa mạo học sử dụng một loạt các kỹ thuật trong công việc của họ. Chúng có thể bao gồm nghiên cứu thực địa và thu thập dữ liệu thực địa, giải thích dữ liệu viễn thám, phân tích địa hóa và mô hình số của vật lý cảnh quan. Các nhà địa mạo học có thể dựa vào địa thời học, sử dụng các phương pháp xác định niên đại để đo tốc độ thay đổi bề mặt.  Các kỹ thuật đo địa hình rất quan trọng để mô tả hình dạng của bề mặt Trái Đất, và bao gồm Hệ thống Định vị Toàn cầu vi sai, mô hình địa hình kỹ thuật số được điều khiển từ xa và quét laser, để định lượng, nghiên cứu, và tạo ra hình ảnh minh họa và bản đồ.
Các ứng dụng thực tế của địa mạo học bao gồm đánh giá tai biến tự nhiên (chẳng hạn như dự đoán và giảm thiểu đất trượt), kiểm soát sông và phục hồi dòng chảy, và bảo vệ bờ biển. Địa mạo hành tinh nghiên cứu địa hình trên các hành tinh trên mạt đất khác như Sao Hỏa. Chỉ ra các tác động của quá trình trầm tích gió, sông, thời kì băng hà, sạt lở, tác động của thiên thạch, kiến tạo và núi lửa được nghiên cứu. Nỗ lực này không chỉ giúp hiểu rõ hơn về lịch sử địa chất và khí quyển của các hành tinh đó msf còn ở rộng nghiên cứu địa mạo của Trái Đất. Các nhà địa mạo hành tinh thường sử dụng tương tự Trái Đất để hỗ trợ nghiên cứu bề mặt của các hành tinh khác.

## Lịch sử

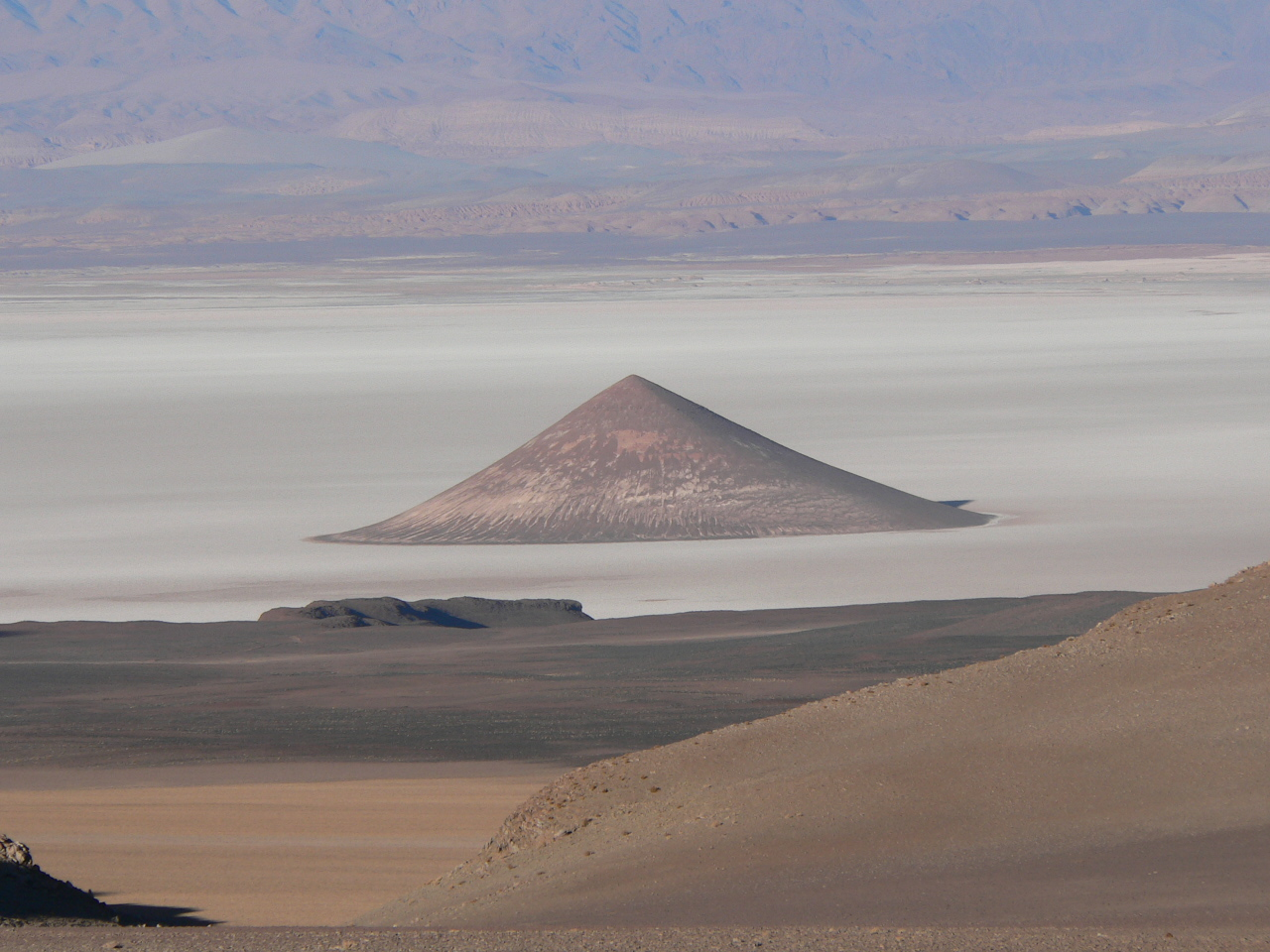
"Cono de Arita" tại hồ khô Salar de Arizaro trên cao nguyên Atacama, phía tây bắc Argentina. Bản thân hình nón là một ngọn núi lửa, đại diện cho sự tương tác phức tạp của đá lửa xâm nhập với muối xung quanh.

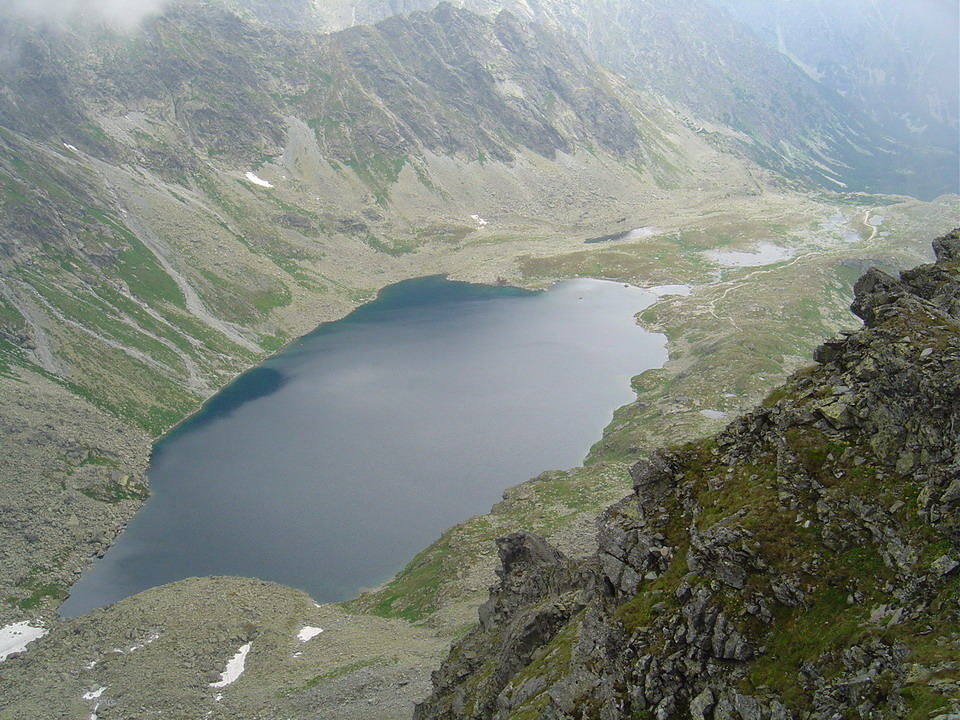
Hồ "Veľké Hincovo pleso" ở High Tatras, Slovakia. Hồ chiếm một cách "quá mức" được chạm khắc bởi bang chảy từng chiếm giữ thung lũng sông băng này.

Khác với một số ngoại lệ đáng chú ý trong thời cổ đại, địa mạo học là một ngành khoa học tương đối trẻ, phát triển cùng với sự quan tâm đến các khía cạnh khác của khoa học Trái Đất vào giữa thế kỷ 19. Phần này cung cấp một phác thảo rất ngắn gọn về một số hình dáng và sự kiến chính trong sự phát triển của nó.

### Địa mạo học cổ đại
Những nghiên cứu về địa hình và sự tiến hóa của bề mặt Trái Đất có thể được bắt nguồn từ các học giả của Hy Lạp cổ điển. Từ các quan sát đất đai, Herodotos lập luận rằng châu thổ sông Nin đang tích cực mở rộng ra biển Địa Trung Hải và ước tính tuổi của nó. Aristoteles suy đoán rằng do vận chuyển trầm tích xuống biển nên cuối cùng những vùng biển đó sẽ bị lấp đầy trong khi đất liền thì hạ thấp xuống. Ông tuyên bố rằng điều này có nghĩa là đất và nước cuối cùng sẽ hoán đổi vị trí, từ đó các quá trình sẽ bắt đầu lại trong một chu kì bất tận.
Một thuyết địa mạo học thời kỳ đầu đã được nhà khoa học kiêm chính trị gia Trung Quốc là Thẩm Quát (1031–1095) đưa ra. Điều này dựa trên quan sát các loại mai, vỏ hóa thạch đại dương trong một địa tầng của một ngọn núi cách xa Thái Bình Dương hàng trăm dặm. Nhận thấy mai/vỏ của động vật hai mảnh vỏ chạy thành dải dọc theo mặt cắt của một bên vách đá, ông đưa ra giả thuyết rằng vách đá này trong quá khứ từng là một bờ biển đã dịch chuyển hàng trăm dặm qua nhiều thế kỷ. Ông suy luận rằng vùng đất này đã được định hình lại và hình thành do xói mòn đất của núi và do sự lắng đọng của bùn đất, sau khi quan sát các xói mòn tự nhiên kỳ lạ của Thái Hành Sơn và Nhạn Đãng Sơn gần Ôn Châu. Hơn thế nữa, ông đã thúc đẩy thuyết biến đổi khí hậu dần dần qua nhiều thế kỷ khi các loại tre, trúc cổ hóa đá được tìm thấy là được bảo tồn dưới lòng đất trong vùng khí hậu khô cằn phía bắc Diên Châu, ngày nay là Diên An, tỉnh Thiểm Tây.

### Địa mạo học hiện đại ban đầu
Thuật ngữ địa mạo dường như lần đầu tiên được Laumann sử dụng trong một tác phẩm năm 1858 viết bằng tiếng Đức. Keith Tinkler đã gợi ý từ này được sử dụng phổ biến trong tiếng Anh, tiếng Đức và tiếng Pháp sau khi John Wesley Powell và W. J. McGee đã sử dụng nó trong suốt Hội nghị Địa chất Quốc tế năm 1891. John Edward Marr trong cuốn Nghiên cứu Khoa học về Phong cảnh  đã coi cuốn sách của mình như, 'một Chuyên luận Giới thiệu về Địa mạo học, một chủ đề xuất hiện từ sưh kết hợp của Địa chất và Địa lý '.
Một mô hình địa mạo phổ biến ban đầu là chu kỳ địa lý hoặc mô hình chu kỳ xói mòn của tiên hóa cảnh quan quy mô rộng được phát triển bởi William Morris Davis từ 1884 đến 1899. Đó là một công trình của lý thuyết đồng nhất, lần đầu tiên được đề xuất bởi James Hutton (1726–1797). Ví dụ, đối với dạng thung lũng, chủ nghĩa đồng nhất đã tạo ra một chuỗi trong đó một dòng sông chảy qua một địa hình bằng phẳng, dần dần khắc một thung lũng ngày càng sâu, cho đến khi side valley cuối cùng bị xói mòn, làm phẳng địa hình một lần nữa, mặc dù ở độ cao thấp hơn. Người ta nghĩ rằng nâng kiến tạo có thể bắt đầu chu kỳ kết thúc. Trong những thập kỷ qua khi Davis's phát triển ý tưởng này, một trong những nghiên cứu về địa mạo học đã tìm cách phù hợp với những phát hiện của họ trong khuôn khổ này, ngày nay gọi là "Davisian". Ý tưởng của Davis có tầm quan trọng lịch sử, nhưng phần lớn đã được thay thế ngày nay, chủ yếu là do chúng không có sức mạnh dự đoán và bản chất định tính.
Vào những năm 1920, Walther Penck đã phát triển một mô hình thay thế cho Davis. Penck nghĩ rằng sự tiến hóa địa hình được mô tả tốt hơn như là sự xen kẽ giữa các quá trình nâng cấp và sụt lún đang diễn, trái ngược với mô hình Davis của một cuộc nâng cấp duy nhất theo sau là sự phân rã. Ông cũng nhấn mạnh rằng trong nhiều sự tiến hóa dốc của cảnh quan bằng cách mài mòn đá, không phải do hạ thấp bề mặt theo kiểu Davis, và khoa học của ông ấy có xu hướng nhấn mạnh quá trình bề mặt hơn là hiểu chi tiết về lịch sử bề mặt của một địa phương nhất định. Penck là người Đức, và trong suốt cuộc đời của ông ấy, những ý tưởng của ông đôi khi bị cộng đồng địa mạo nói tiếng Anh từ chối mạnh mẽ. Cái chết sớm của ông ấy, Davis không thích công việc của ông ấy, và phong cách viết khó hiểu của ông ấy có thể hầu hết đã góp phần vào sự từ chối này.
Cả Davis và Penck đều đang cố gắng đặt nghiên cứu về sự tiến hóa của bề mặt Trái Đấttrên một nền tảng tổng quát hơn, có liên quan toàn cầu hơn so với trước đây. Vòa đầu thế kỷ 19, các tác giả-đặc biệt ở châu Âu-đã có xu hướng gán thuộc tính cảnh quan cho khí hậu địa phương, và đặc biệt là các tác động cụ thể thời kỳ băng hà và các quá trình nội soi. Ngược lại, cả Davis và Penck đều đang tìm cách nhấn mạnh tầm quan trọng của sự tiến hóa của cảnh quan qua thời gian và tính tổng quát của các quá trình bề mặt Trái Đất trên các cảnh quan khác nhau dưới các điều kiện khác nhau.
Vào đầu thập niên 1900, nghiên cứu địa mạo học quy mô khu vực được gọi là "địa văn học". Địa văn học sau này được coi là sự kết hợp của tự nhiên và "địa lý, và do đó nó đồng nghĩa với địa lý tự nhiên, và khái niệm này bị lôi kéo vào cuộc tranh luận xung quanh các mối quan tâm thích hợp của ngành học này. Một vài nhà địa mạo học duy trì quan điểm trên cơ sở địa chất học của địa văn học và nhấn mạnh khái niệm về các vùng địa văn trong khi xu hướng đối ngược từ các nhà địa lý học là đánh đồng địa văn học với "hình thái học thuần túy", tách khỏi di sản địa chất học của nó. Trong giai đoạn sau Thế chiến II, sự xuất hiện của các nghiên cứu về quá trình, khí hậu và định lượng đã dẫn đến sự ưa thích thuật ngữ "địa mạo học" của nhiều nhà khoa học Trái Đất nhằm đề xuất cách tiếp cận phân tích đối với cảnh quan thay vì chỉ là mô tả nó.

### Địa mạo học khí hậu
Trong thời đại của Chủ nghĩa Tân đế quốc vào cuối thế ký 19, các nhà thám hiểm và khoa học ỏ châu Âu đã đi khắp thế giới manh theo những mô tả veef phong cảnh của địa hình. Khi kiến thức địa lý tắng lên theo thời gian, những quan sát này dsax được hệ thống tìm kiếm các mẫu trong khu vực. Do đó, khí hậu nổi lên như là yếu tố chính để giải thích sự phân bố địa hình ở quy mô lớn. Sự gia tang của địa mạo học khí hậu đã được báo trước bởi công trình của Wladimir Köppen, Vasily Dokuchaev và Andreas Schimper. William Morris Davis, nhà địa mạo học hàng đầu lúc bấy giờ, đã nhận ra vai trò của khí hậu bằng cách bổ sung cho chu kỳ xói mòn khí hậu ôn hòa "bình thường" của ông với sự khô cằn và băng giá. Tuy nhiên, sự quan tâm về địa mạo học khí hậu cũng như là một phản ứng chống lại địa mạo học Davis vào giữa thế kỉ 20 được coi là không sáng tạo và mơ hồ. Địa mạo học ban đầu phát triển chủ yếu ở châu Âu lục địa trong khí thế giới nói tiếng Anh có xu hướng không rõ ràng cho đến khi L.C. Peltier's 1950 được xuất bản về chu kỳ xói mòn vuông góc.
Địa mạo học khí hậu đã bị chỉ trích trong một bài báo đánh giá vào năm 1969 bởi nhà địa mạo quá trình D.R. Stoddart. Những lời chỉ trích của Stoddart đã chứng tỏ sự "tàn phá" làm dấy lên sự suy giảm mức độ phổ biến của địa mạo học khí hậu vào cuối thế kỉ 20. Stoddart đã chỉ trích địa mạo học khí hậu đang áp dụng phương pháp giả định "tầm thường" trong sự hình thành địa hình khác nhau giữa các khu vực hình thái, được liên kết với địa mạo học Davis và bằng cách quả quyết bỏ qua thực tế rằng các quy luật vật lý điều chỉnh các quá trình quản trị là giống nhau trên toàn cầu. In addition some conceptions of climatic geomorphology, like that which holds that chemical weathering is more rapid in tropical climates than in cold climates proved to not be straightforwardly true.

### Định lượng và quá trình địa mạo học

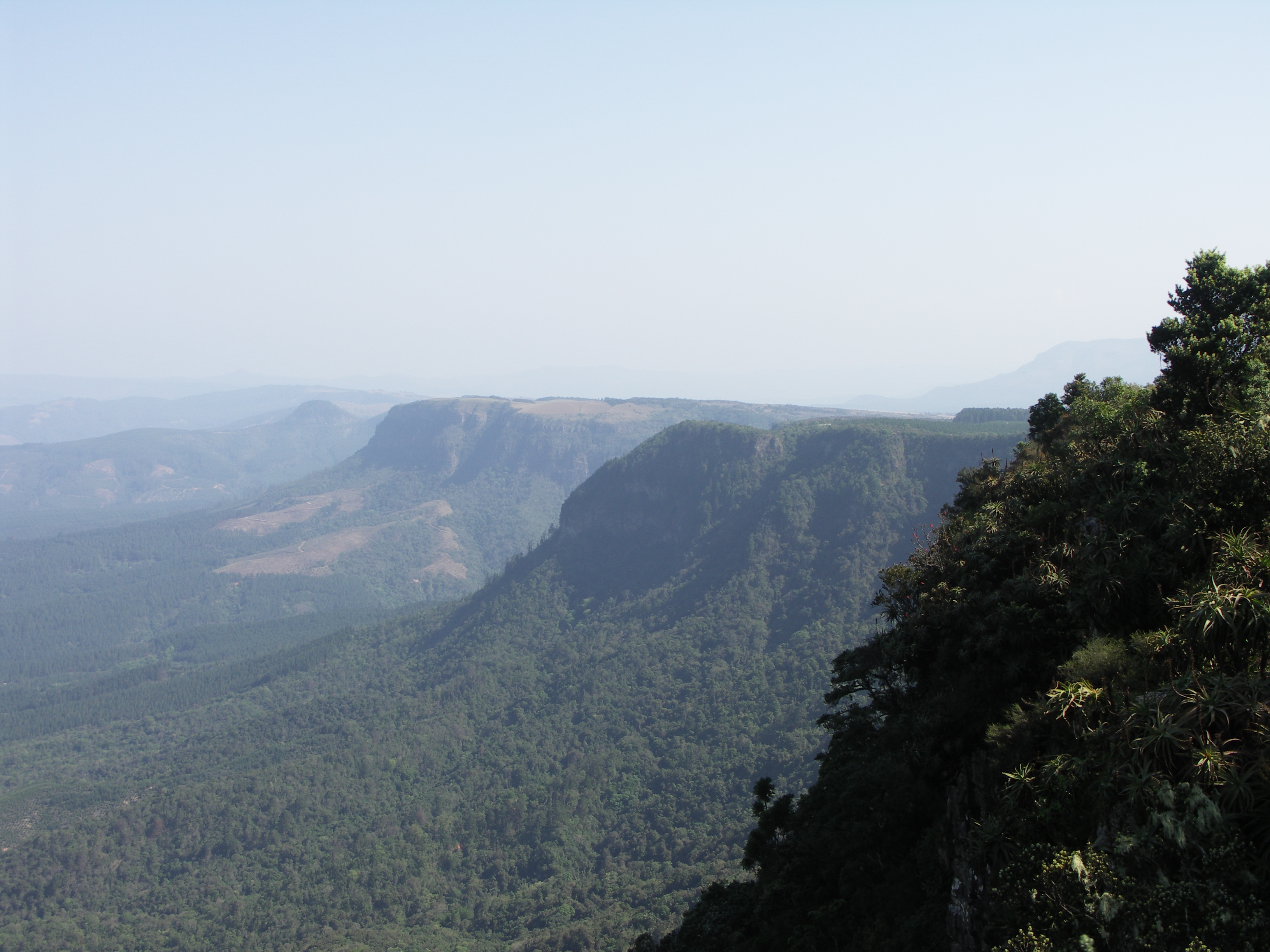
Một phần của Great Escarpment ở Drakensberg, miền nam châu Phi. Phong cảnh này, với cao nguyên cao độ của nó được khắc sâu vào các sườn dốc của vách núi, được Davis trích dẫn như một ví dụ kinh điển về chu kỳ xói mòn của ông ấy.

Địa mạo học đã bắt đầu được đặt trên một nền tảng định lượng vững chắc vào giữa thế kỷ 20. Sau công trình đầu tiên của Grove Karl Gilbert vào đầu thế kỷ 20, một nhóm người chủ yếu là người Mỹ là các nhà khoa học tự nhiên, nhà địa chất học và các kỹ sư thủy lực bao gồm William Walden Rubey, Ralph Alger Bagnold, Hans Albert Einstein, Frank Ahnert, John Hack, Luna Leopold, A. Shields, Thomas Maddock, Arthur Strahler, Stanley Schumm, và Ronald Shreve đã bắt đầu nghiên cứu hình thức của các yếu tố cảnh quan như sông và sườn đồi bằng cách thực hiện các phép đo có hệ thống, trực tiếp, định lượng về các khía cạnh của chúng và nghiên cứu tỉ lệ của nhứng phép đo này.. Những phương pháp này bắt đầu cho phép sự đoán tính chất của cảnh quan trong quá khứ và tương lai từ những quan sát hiện tại, và sau đó được phát triển thành xu hướng hiện đại của cách tiếp cận định lượng cao đối với các vấn đề địa mạo. Nhiều nghiên cứu về địa mạo học ban đầu có nhều đột phá và được trích dẫn rộng rãi đã xuất hiện trong Bản tin của Hiệp hội Địa chất Hoa Kỳ, và chỉ nhận được một vài trích dẫn trước năm 2000 (chúng là ví dụ về "người đẹp ngủ") khi sự gia tăng chứng cớ đáng kể về địa mạo học định lượng nghiên cứu xảy ra.
Đạo mạo học định lượng có thể liên quan đến động lực học chất lưu và cơ học vật rắn, địa mạo và nghiên cứu trong phòng thí nghiệm, đo đạc thực địa, công việc lý thuyết, và mô hình tiến hóa cảnh quan toàn cảnh. Các phương pháp này được sử dụng để hiểu về phong hóa và sự hình thành của đất, vận chuyển trầm tích, thay đổi cảnh quan, và sự tương tác giữa khí hậu, kiến tạo, xói mòn, và lắng đọng.
Ở Thụy Điển, luận án tiến sĩ của Filip Hjulström, "Dòng sông Fyris" (1935), chứa một trong những nghiên cứu định lượng đầu tiên về các quá trịnh địa mạo học từng được công bố. Các sinh viên của ông ấy đã theo cùng một hướng, thực hiện các nghiên cứu định lượng về vận chuyển hàng loạt (Anders Rapp), vận chuyển lưu động (Åke Sundborg), lắng đọng châu thổ (Valter Axelsson), và các quá trình ven biển (John O. Norrman). Điều này đã phát triển thành "Trường Đại học Địa lý tự nhiên Uppsala".

### Địa mạo học đương đại
Ngày nay, lĩnh vực địa mạo  học có phạm vi rộng bao gồm nhiều cách tiếp cận và quan tâm khác nhau. Các nhà nghiên cứu hiện đại nhằm mục đích đưa ra các "định luật" định lượng chi phối các quá trình trên bề mặt Trái Đất, nhưng đồng đều, nhận ra tính độc đáo của từng cảnh quan và môi trường nói các quá trình này hoạt động. Các nhận thức rõ ràng đặc biệt quan trọng trong địa mạo học đương đại bao gồm:
1) không phải tất cả các cảnh quan đều có tể được coi là "ổn định" hoặc "nhiễu loạn", trong đó trạng thái nhiễu loạn này là sự dịch chuyển tạm thời khỏi một vài mục tiêu lý tưởng. Thay vào đó, những thay đổi năng lượng của cảnh quan hiện được xem là một phần thiết yếu trong bản chất của chúng.
2) nhiều hệ thống địa mạo học được hiểu rõ nhất về sự ngẫu nhiên của các quá trình xảy ra trong chúng, nghĩa là, phân phối xác suất của cường độ sự kiện và thời gian quay trở lại. Chính điều này đã chỉ ra tầm quan trọng của chủ nghĩa quyết định hỗn loạn đối với cảnh quan và các tính chất cảnh quan đy=ược xem xét tốt nhất theo thống kê.  Cac quá trình tương tự trong cùng một cảnh quan không phải lúc nào cũng dẫn đến kết quae cuối cùng.
Mặc dù tầm quan trọng của nó làm giảm khả năng địa mạo khí hậu tiếp tục tồn tại như một lĩnh vực nghiên cứu sản xuất có liên quan đến nghiên cứu. Gần đây những lo ngại về sự ấm lên toàn cầu đã dẫn đến một mối quan tâm mới trong lĩnh vực này.
Mặc dù có nhiều sự chỉ trích nhưng mô hình chu kỳ xói mòn vẫn là một phần của khoa học về địa mạo học. Mô hình hoặc lý thuyết chưa bao giờ bị chứng minh là sai, nhưng cũng chưa được chứng minh. Thay vào đó, những khó khắn cố hữu của mô hình đã khiến nghiên cứu địa mại tieean kên theo các dòng. Trái ngược với tình trạng tranh chấp của nó trong địa mạo học, chu trình của mô hình xói món là một cách tiếp cận phổ biến được sử dụng để thiết lập niên đại phủ nhận, và do đó là một khái niệm quan trọng trong khoa học về địa chất lịch sử. Trong khi thừa nhận những thiếu sót của nó, các nhà địa mạo học hiện đại là Andrew Goudie và Karna Lidmar-Bergström đã ca ngợi nó vì sự thanh lịch và giá trị sư phạm tương ứng.

## Các quá trình

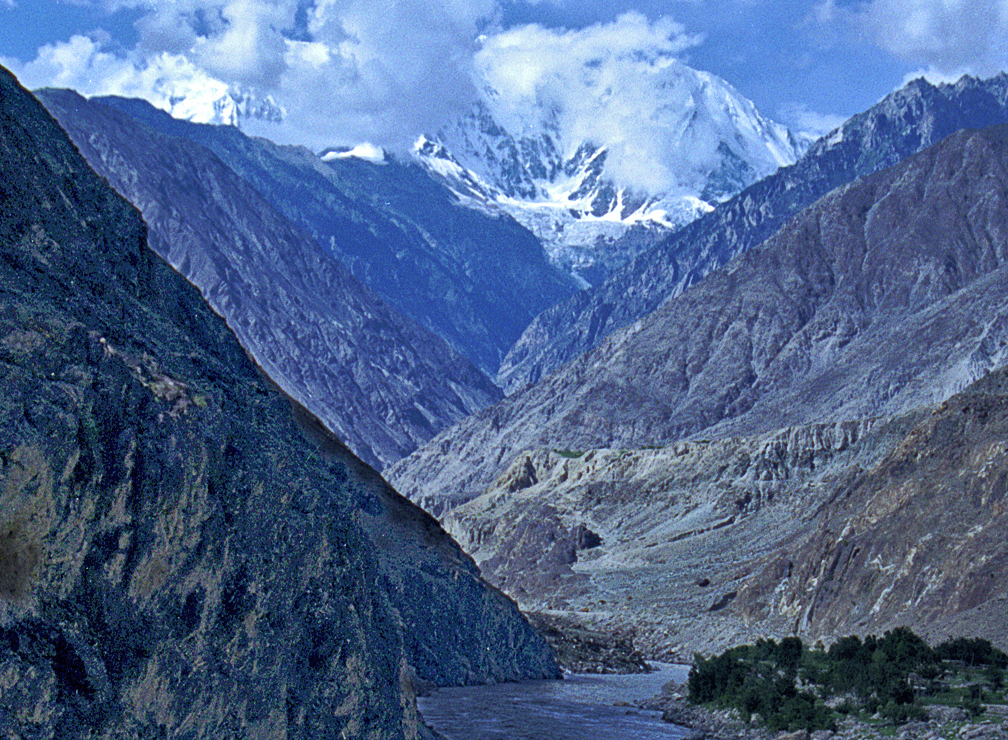
Hẻm núi cắt bởi sông Ấn thành đá gốc, khu vực Nanga Parbat, Pakistan. Đây là hẻm núi sông sâu nhất thế giới. Bản than Nanga Parbat, ngọn núi cao thứ 9 của thế giới, nó được tìm thấy trong nước ngầm.

Các quá trình liên quan đến địa mạo thường rơi vào
(1) sản xuất lớp đất mặt bởi phong hóa và xói mòn, 
(2) vận chuyển các thiết liệu, và 
(3) lắng đọng cuối cùng của nó. Các quá trình bề mặt chính chịu trách nhiệm cho hầu hết các đặc điểm địa hình bao gồm gió, sóng, hòa tan hóa học, sạt lở, chuyển động của nước dưới đất, dòng nước bề mặt, hoạt động băng hà, kiến tạo, và núi lửa. Các quá trình địa mạo kỳ lạ khác cs thể bao gồm các quá trình periglacial (đóng băng), hoạt động qua trung gian muối, hoạt động dòng hải lưu, rò rỉ chất lỏng thông qua tác động dưới đáy biển hoặc ngoài Trái Đất.

### Quá trình trầm tích gió

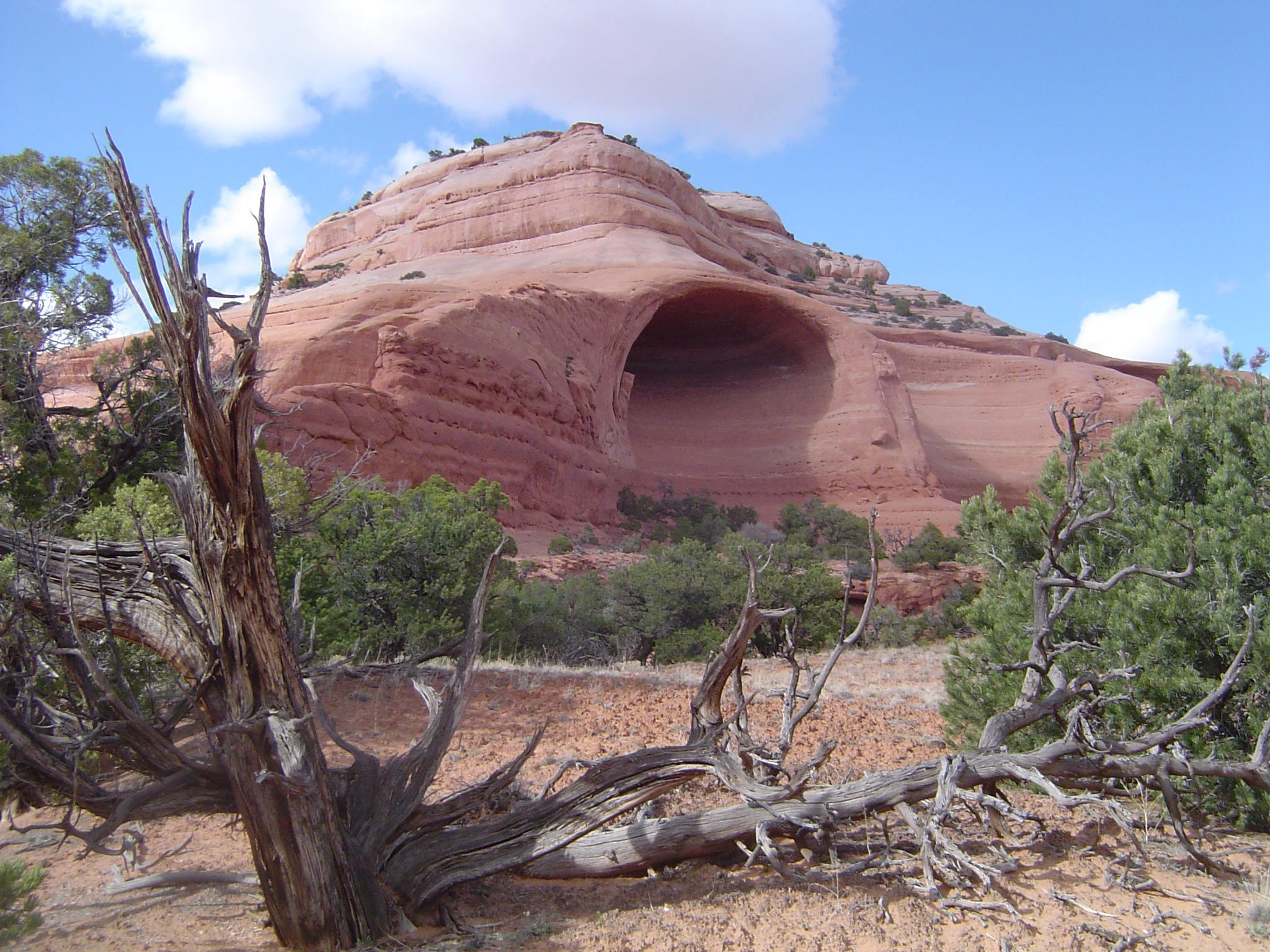
Hốc gió bị xói mòn gần Moab, Utah

Quá trình trầm tích gió liên quan đến các hoạt động của gió và cụ thể hơn, là khả năng của gió để định hình bề mặt Trái Đất. Gió có thể làm xói mòn, vận chuyển, và lắng đọng các vật liệu, và là tác nhân ảnh hưởng ở những vùng có thảm thực vật thưa thớt và một lượng lớn trầm tích mịn, không đồng đều. Mặc dù nước và dòng chảy có xu hướng huy động nhiều vật chẩ hơn gió trong hầu hết các môi trường, quá trình trầm tích gió rất quan trọng trong môi trường khô cằn như hoang mạc.

### Quá trình sinh học

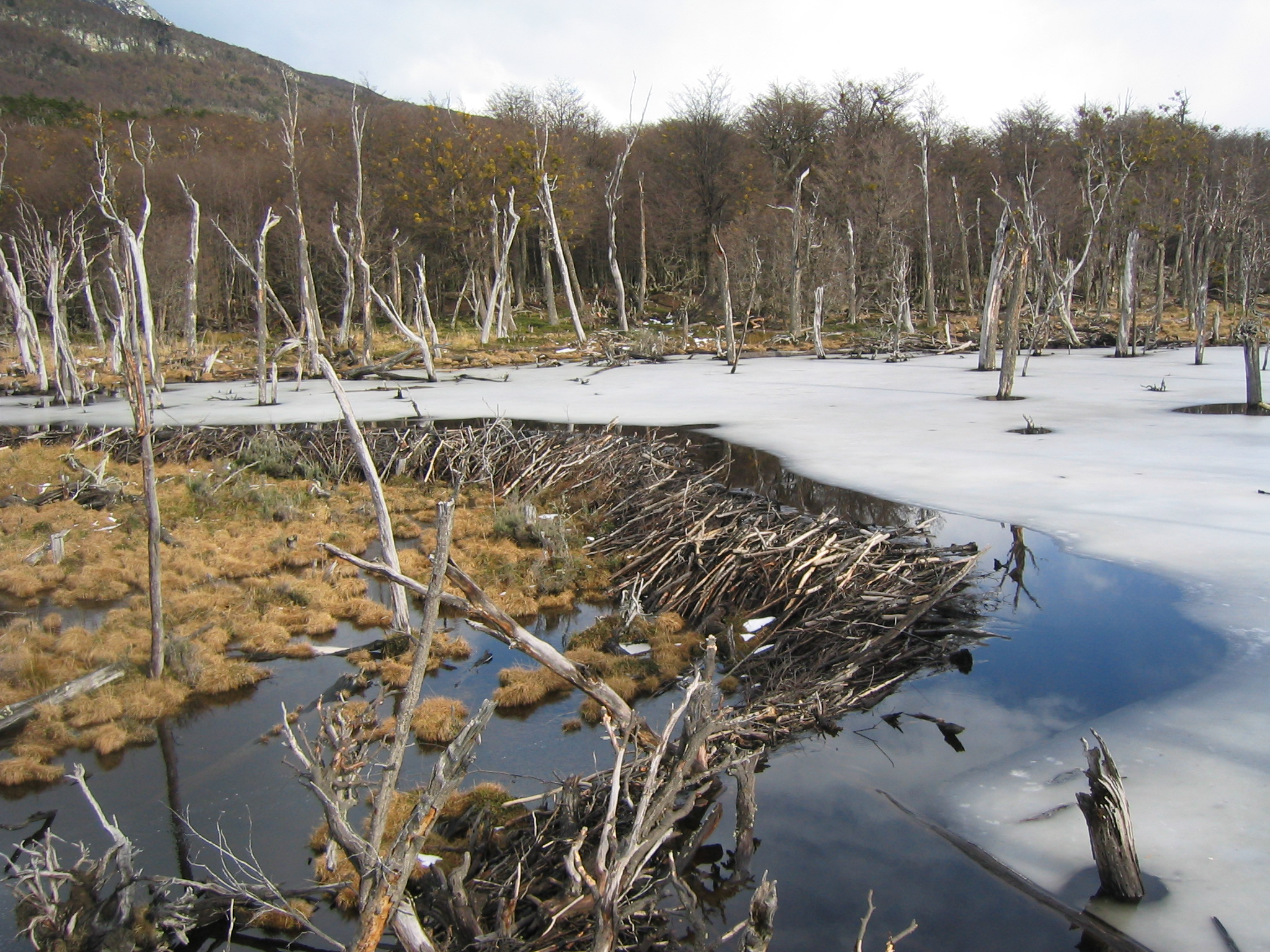
Beaver dams, as this one in Tierra del Fuego, constitute a specific form of zoogeomorphology, a type of biogeomorphology.

Sự tương tác của những sinh vật sống với địa hình, hoặc những  quá trình địa mạo sinh học- "là nghiên cứu về sự tương tác giữa các sinh vật và sự phát triển của địa hình, và do đó là các lĩnh vực nghiên cứu trong địa mạo học và sinh vật học. Các sinh vật ảnh hưởng đến quá trình địa mạo theo nhiều cách khác nhau. Ví dụ, cây có thể làm giảm khả năng sạt lở nơi rễ của chúng xâm nhập vào đá bên dưới, cây và rác của chúng ức chế xói mòn đất, sinh hóa được tạo ra bởi thực vật làm tăng tốc độ phong hóa hóa học của đá gốc và regolith, và động vật biển gây ra sự phá hủy sinh học của san hô. Nghiên cứu về sự tương tác giữa các quá trình sinh học biển và địa hình ven biển được gọi là sinh học sinh học ven biển" -, có thể ở nhiều dạng khác nhau, và hầu như chắc chắn là của sự quan trọng sâu sắc đối với hệ thống địa mạo trên đất nói chung. Sinh học có thể ảnh rất hưởng rất nhiều đến những quá trình địa mạo, khác nhau từ quá trình sinh địa hóa học – "là ngành khoa học nghiên cứu các quá trình và phản ứng hóa học, vật lý, địa chất và sinh học chi phối thành phần của môi trường tự nhiên (gồm sinh quyển, băng quyển, thủy quyển, thổ quyển, khí quyển và thạch quyển). Cụ thể, sinh địa hóa học nghiên cứu các chu trình của các nguyên tố hóa học, ví dụ như cacbon và Nitơ, và những phản ứng của chúng với và kết hợp thành sinh vật sống được vận chuyển thôn qua các hệ thống sinh học trên quy mô Trái Đất trong không gian qua thời gian. Lĩnh vực này tập trung vào các chu trình hóa học được phát động hoặc bị ảnh hưởng bởi các hoạt động sinh học. Đặc biệt nhấn mạnh vào việc nghiên cứu các chu trình cacbon, nito, lưu huỳnh, và phosphor. Sinh địa hóa học là ngành khoa học hệ thống liên quan chặt chẽ tới sinh thái học hệ thống" -  kiểm soát  phong hóa – "là quá trình phá hủy đá, đất và các khoáng vật chứa trong đó khi tiếp xúc trực tiếp với môi trường không khí. Phong hóa được chia thành hai loại chính: Phong hóa cơ học là quá trình phong hóa trong đó các tác nhân vật lý là tác nhân gây phong hóa. Phong hóa hóa học có sự tham gia của các chất trong môi trường không khí tác động lên đối tượng phong hóa. Có tác giả còn xếp thêm phong hóa sinh học cũng là quá trình phong hóa hóa học nhưng các tác nhân gây phong hóa là các chất có nguồn gốc sinh học" -, đến sự ảnh hưởng của những quá trình cơ học như là đào đất và  hố cây – "được hình thành do sự hiện diện và phát triển lâu dài của rễ cây hoặc khi một cây lớn bị thổi bay hoặc gốc cây bị kéo ra làm rách một lượng đất cùng với rễ" – lên sự phát triển của đất, thậm chí kiểm soát tới cả tốc độ xói mòn trên toàn cầu thông qua sự điều biến của khí hậu từ đầu đến cuối quá trình cân bằng lượng khí carbon dioxide. Cảnh quang trên mặt đất mà trong đó sinh học đóng vai trò trung gian trên bề mặt có thể bị loại trừ một cách triệt để thì chiếm tỉ lệ rất thấp và hầu như không xảy ra, nhưng có thể giữ thông tin quan trọng cho sự thông hiểu địa mạo của những hành tinh khác, như Sao Hỏa.

### Quá trình sông ngòi
Bản mẫu:Bài báo chính

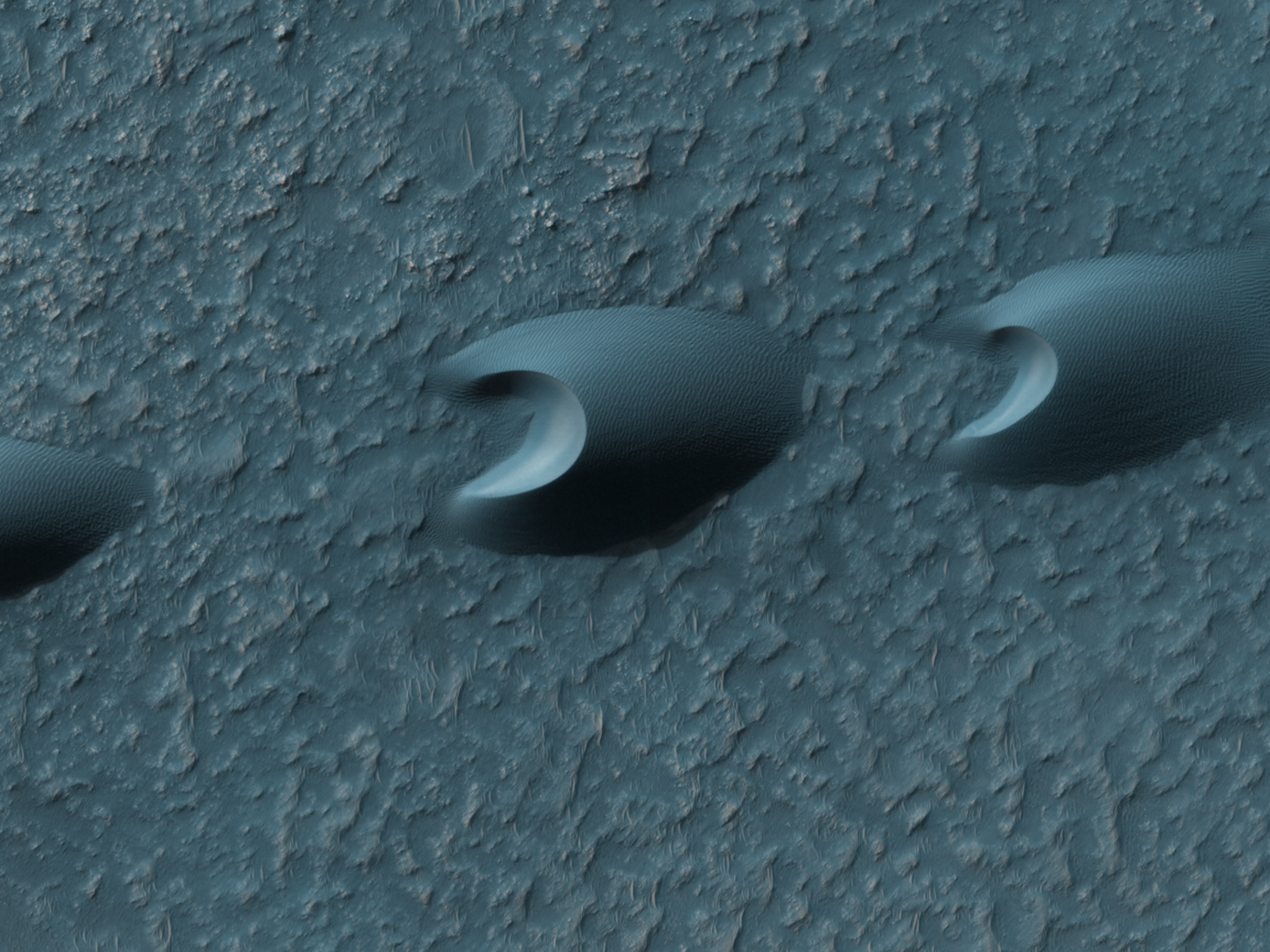
Seif và barchan dunes in the Hellespontus region on the surface of Mars. Dunes are mobile landforms created by the transport of large volumes of sand by wind.

Sông và suối không chỉ là kênh dẫn nước mà còn là trầm tích – "là các thể lắng đọng các vật liệu đất đá sinh ra từ quá trình địa chất hoặc thiên nhiên khác. Hầu hết các vật liệu tạo trầm tích là sản phẩm của quá trình phong hóa và xói mòn đất đá. Những vật liệu này có kích cỡ khác nhau, từ các tảng lớn, sỏi cuội cát đến các chất cặn lơ lửng hoặc tan được trong nước. Các vật liệu có thể nằm tại chỗ, hoặc dưới tác động của nước, băng, gió hoặc trọng lực được vận chuyển tới nơi khác thì dừng lại và tích tụ. Biển, sông, hồ là nơi tích lũy các trầm tích chủ yếu. Đồng bằng châu thổ là điển hình của quá trình trầm tích sông ngòi". Nước khi chảy qya lòng kênh, có thể mang theo trầm tích và vận chuyển nó xuôi dòng, như là tải trọng giường – "tải trọng giường mô tả các hạt trong chất lỏng chảy (thường là nước) được vận chuyển dọc theo giường. Tải trọng của giường là bổ sung cho tải treo và tải rửa", tải trọng lơ lửng – "là phần trầm tích của nó được nâng lên bởi dòng chảy của chất lỏng trong quá trình vận chuyển trầm tích. Nó được giữ lơ lửng bởi sự hỗn loạn của chất lỏng. Tải trọng lơ lửng nói chung bao gồm các hạt nhỏ hơn, như đất sét, bùn và cát mịn", hoặc trọng tải hòa tan – "là một phần của tổng tải lượng trầm tích của dòng được mang trong dung dịch, đặc biệt là các ion từ phong hóa hóa học. Nó là một đóng góp chính cho tổng lượng vật liệu được lấy ra khỏi lưu vực thoát nước của sông, cùng với tải trọng lơ lửng và tải trọng đáy. Lượng vật liệu mang theo tải hòa tan thường nhỏ hơn nhiều so với tải trọng lơ lửng, mặc dù điều này không phải luôn luôn như vậy, đặc biệt khi dòng chảy sông có sẵn chủ yếu được khai thác cho các mục đích như tưới tiêu hoặc sử dụng công nghiệp. Tải trọng hòa tan bao gồm một phần đáng kể của dòng chảy vật chất ra khỏi cảnh quan và thành phần của nó rất quan trọng trong việc điều chỉnh hóa học và sinh học của nước suối". Tốc độ vận chuyển trầm tích phụ thuộc vào sự có sẵn của trầm tích và  lưu lượng của sông. Các dòng sông cũng có khả năng ăn mòn vào đá và tạo ra trầm tích mới, cả từ giường của chúng và cũng bằng cách ghép với các sườn đồi xung quanh. Theo cách này, các con sông được coi là thiết lập mức cơ sở cho sự phát triển cảnh quan quy mô lớn trong môi trường không gian. Sông là liên kết chính trong sự kết nối của các yếu tố cảnh quan khác nhau.
Khi các dòng sông chảy qua cảnh quan, chúng thường tăng kích thước, hợp nhất với các dòng sông khác. Mạng lưới các con sông do đó hình thành là một hệ thống thoát nước – "là các mô hình được hình thành bởi các dòng suối, sông và hồ trong một lưu vực thoát nước cụ thể. Chúng bị chi phối bởi địa hình của vùng đất, cho dù một khu vực cụ thể bị chi phối bởi đá cứng hay mềm và độ dốc của đất. Các nhà địa mạo và nhà thủy văn thường xem các dòng suối là một phần của lưu vực thoát nước. Lưu vực thoát nước là khu vực địa hình mà từ đó một dòng chảy nhận được dòng chảy, dòng chảy và dòng nước ngầm. Số lượng, kích thước và hình dạng của các lưu vực thoát nước được tìm thấy trong một khu vực khác nhau và bản đồ địa hình càng lớn, càng có nhiều thông tin về lưu vực thoát nước.". Các hệ thống này có bốn mẫu chung: đuôi gai, xuyên tâm, hình chữ nhật và lưới mắt cáo. Dendritic xảy ra là phổ biến nhất, xảy ra khi tầng cơ sở ổn định (không có lỗi). Các hệ thống này có bốn mẫu chung: đuôi gai, xuyên tâm, hình chữ nhật và lưới mắt cáo. Hệ thống thoát nước có bốn thành phần chính: lưu vực thoát nước, thung lũng phù sa, đồng bằng châu thổ và lưu vực tiếp nhận.  Một số ví dụ địa mạo của địa hình lưu động là những cánh đồng có địa hình quạt phù sa – "là các trầm tích hình tam giác của vật liệu vận chuyển nước, thường được gọi là phù sa. Chúng là một ví dụ về một trầm tích trầm tích chưa hợp nhất và có xu hướng lớn hơn và nổi bật hơn ở các khu vực khô cằn đến bán khô cằn. Những quạt phù sa này thường hình thành ở các khu vực cao hoặc thậm chí miền núi nơi có sự thay đổi nhanh chóng về độ dốc từ độ dốc cao đến thấp. Dòng sông hoặc dòng chảy mang theo trầm tích chảy với vận tốc tương đối cao do góc dốc cao là lý do tại sao vật liệu thô có thể tồn tại trong dòng chảy. Khi độ dốc giảm nhanh chóng vào một đồng bằng hoặc cao nguyên tương đối, dòng chảy sẽ mất năng lượng cần thiết để di chuyển trầm tích. Sự lắng đọng sau đó xảy ra và trầm tích cuối cùng lan ra, tạo ra một quạt phù sa", hồ oxbow – "là một hồ hình chữ U hình thành khi một dòng sông rộng uốn khúc bị cắt đứt, tạo ra một khối nước đứng tự do. Địa hình này được đặt tên như vậy cho hình dạng cong đặc biệt của nó, giống như pin cung của một oxbow", và ruộng bậc thang – "là những thửa ruộng kéo dài hai bên sườn của vùng đồng bằng ngập nước và thung lũng trên khắp thế giới. Chúng bao gồm một dải đất tương đối bằng phẳng, tách biệt với một vùng ngập nước liền kề, các ruộng bậc thang khác hoặc vùng cao bởi các dải đất dốc khác biệt. Khác Những ruộng bậc thang này nằm song song và bên trên dòng sông và vùng ngập nước của nó. Do cách thức hình thành của chúng, các ruộng bậc thang bị ảnh hưởng bởi các trầm tích có độ dày biến đổi cao".

### Quá trình băng hà

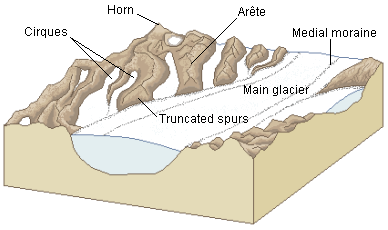
Features of a glacial landscape

Sông băng – "là một khối băng lâu năm (có tỷ trọng thấp hơn băng thường), di chuyển liên tục bởi trọng lượng của chính nó; nó hình thành ở nơi mà tuyết tích tụ và vượt quá sự tiêu mòn (ablation: gồm có sự tan chảy và thăng hoa) qua rất nhiều năm, thường là hàng thế kỷ. Các sông băng từ từ biến dạng và chảy do sức ép gây ra bởi khối lượng của chúng, tạo thành các kẽ nứt (crevasse), băng trôi (serac), và nhiều dạng nổi bật khác biệt khác. Chúng cũng bào mòn đá và các mảnh vụn từ đất nền để tạo nên các dạng địa hình như núi dạng vòm và băng tích. Các sông băng chỉ hình thành trên mặt đất và khác hẳn so với lớp băng mỏng hơn nhiều trên biển và hồ mà hình thành trên mặt nước trong khi  bị hạn chế về mặt địa lý, là tác nhân ảnh hưởng sâu sắc đến sự thay đổi của cảnh quan. Sự di chuyển dần của băng xuống một thung lũng gây ra sự mài mòn – "là một quá trình xói mòn xảy ra khi vật liệu được vận chuyển mòn dần trên bề mặt theo thời gian. Đó là quá trình ma sát gây ra bởi trầy xước, trầy xước, mòn, mài mòn và cọ xát các vật liệu. Cường độ mài mòn phụ thuộc vào độ cứng, nồng độ, vận tốc và khối lượng của các hạt chuyển động" và gãy đá của những tảng đá bên dưới. Sự mài mòn tạo ra các trầm tích min, được gọi là bột băng – "bao gồm các hạt đá mịn, có kích thước phù sa, được tạo ra bằng cách nghiền cơ học đá gốc bằng cách ăn mòn băng hoặc bằng cách nghiền nhân tạo với kích thước tương tự. Bởi vì vật liệu này rất nhỏ, nó trở nên lơ lửng trong nước tan chảy làm cho nước có vẻ đục, đôi khi được gọi là sữa băng". Các mảnh vỡ được vận chuyển bởi các sông băng, khi nước trong sông rút đi, được gọi là băng tích – "bất kỳ sự tích tụ hình thành băng nào của các mảnh vụn băng không hợp nhất xảy ra ở cả hai khu vực hiện tại và trước đây được dán trên Trái Đất, thông qua các quá trình địa mạo. Băng tích được hình thành từ các mảnh vụn trước đây được mang theo bởi một dòng sông băng và thường bao gồm các hạt hơi tròn có kích thước từ các tảng đá lớn đến bột băng phút. Những băng tích bên được hình thành ở bên cạnh dòng chảy băng và những băng tích cuối cùng ở chân, đánh dấu sự tiến bộ tối đa của sông băng. Các loại băng tích khác bao gồm băng tích mặt đất, các khu vực được che phủ với địa hình không đều, và băng tích trung gian được hình thành nơi hai sông băng gặp nhau Xói mòn sông băng chịu trách nhiệm cho các thung lũng hình chữ U, trái ngược với các thung lũng hình chữ V có nguồn gốc từ lưu huỳnh.
Cách các quá trình băng hà tương tác với các yếu tố cảnh quan khác, đặc biệt là các quá trình đồi núi và dịch cúm, là một khía cạnh quan trọng của quá trình tiến hóa cảnh quan [[Plio-Pleistocenevà hồ sơ trầm tích của nó trong nhiều môi trường núi cao. Các môi trường đã được dán tương đối gần đây nhưng không còn có thể hiển thị tỷ lệ thay đổi cảnh quan cao so với các môi trường chưa bao giờ được đóng băng. Các quá trình địa mạo không thuộc thời kỳ băng giá mà vẫn được điều hòa bởi quá trình băng hà trong quá khứ được gọi là các quá trình không ổn định. Khái niêm này tương phản với các quá trình vuông góc, được điều khiển trực tiếp bởi sự hình thành hoặc tan chảy của băng hoặc băng giá.

### Quá trình đồi núi

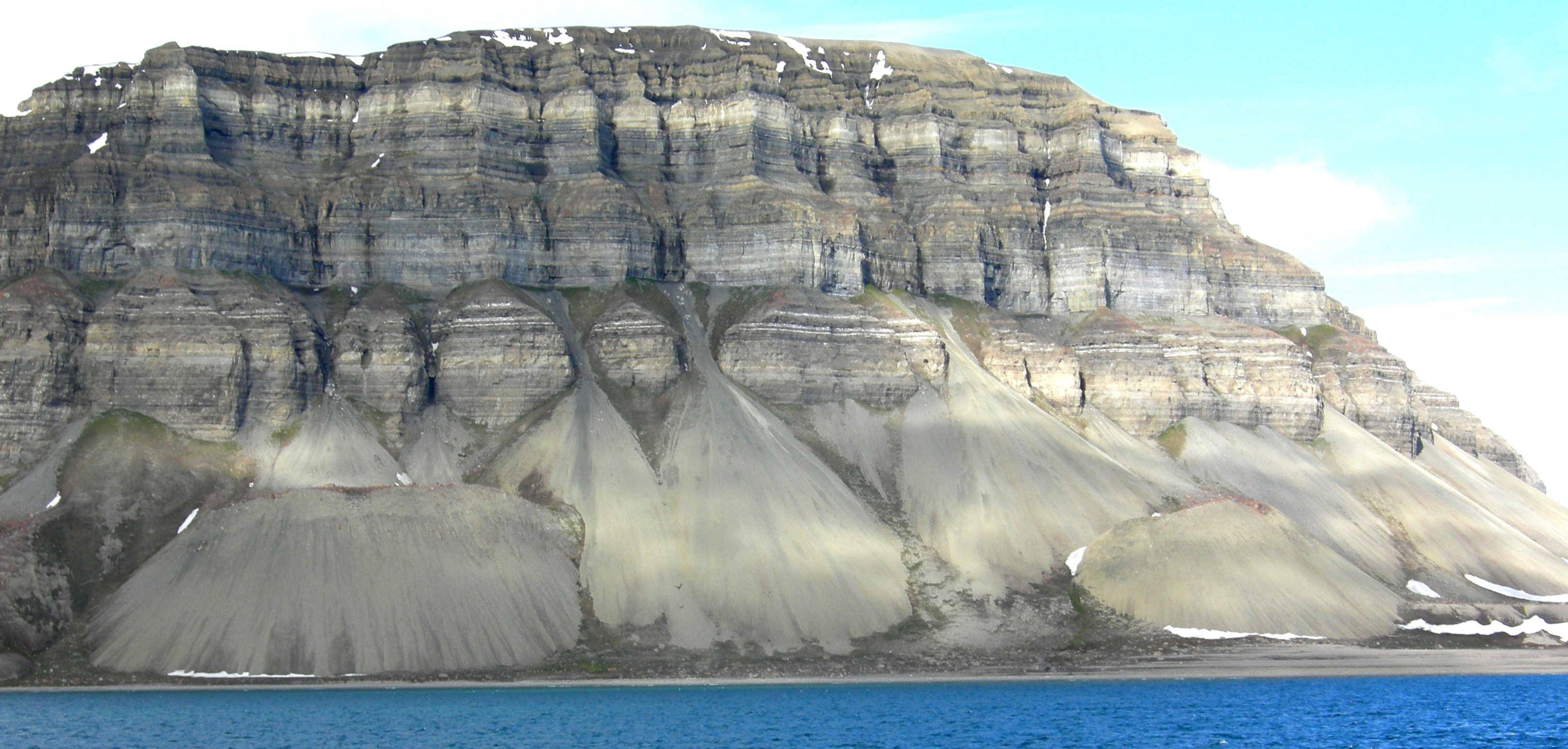
Talus cones on the north shore of Isfjorden, Svalbard, Norway. Talus cones are accumulations of coarse hillslope debris at the foot of the slopes producing the material.

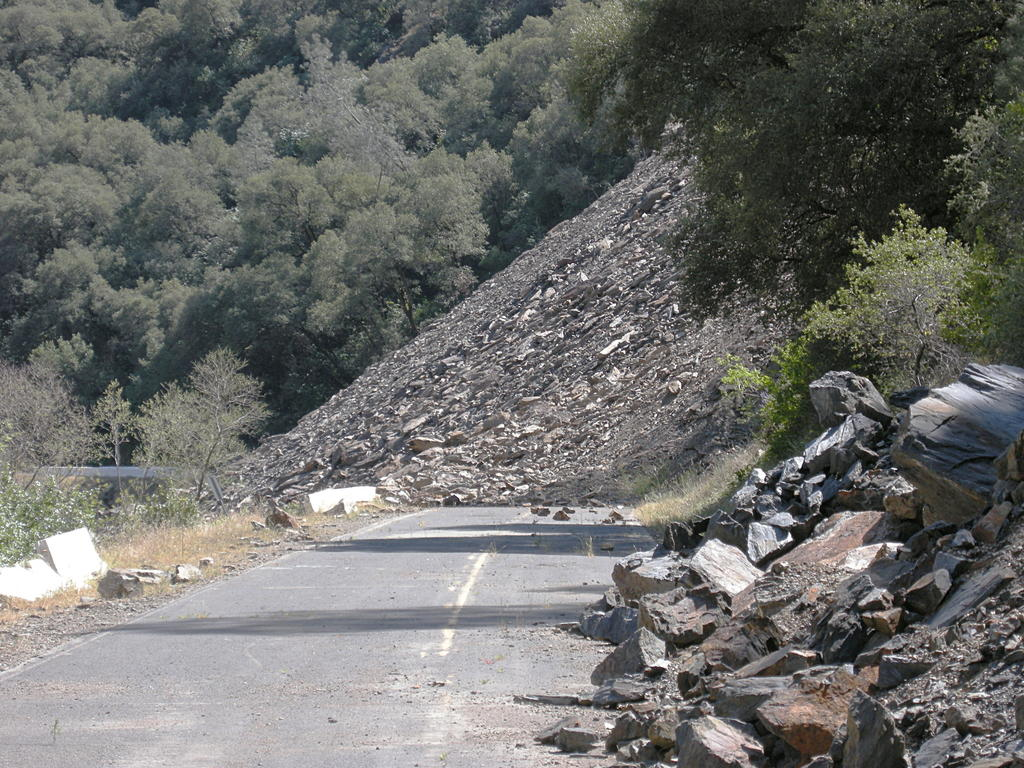
The Ferguson Slide is an active landslide in the Merced River canyon on California State Highway 140, a primary access road to Yosemite National Park.

Đất, lớp đất mặt – "là một lớp vật liệu không đồng nhất, bở rời phủ lên nền đá cứng. Lớp này bao gồm bụi, đất, mảng vụn đá và những vật liệu liên quan khác và chúng có mặt trên Trái Đất, Mặt Trăng, một số tiểu hành tinh và các hành tinh khác. Lớp này hầu như bao phủ toàn bộ Mặt Trăng. Bởi được hình thành từ các quá trình va chạm, lớp đất mặt của các bề mặt già thường dày hơn tại các nơi bề mặt trẻ khác. Đặc biệt, người ta đã ước tính rằng lớp đất mặt có độ dày thay đổi từ khoảng 3–5 m tại các biển, và khoảng 10–20 m trên các cao nguyên", và sự di chuyển của đá dưới áp lực của lực hấp dẫn thông qua đất leo, đất trượt, dòng chảy, đổ, và rơi. Như là sạt lở diễn ra hàng loạt như vậy xảy ra ở cả sườn trên mặt đất và dưới biển, và đã được quan sát trên Trái Đất, Sao Hỏa, Sao Kim, Vệ tinh lớn nhất của Sao Thổ và Vệ tinh thứ ba của sao Thổ.
Các quá trình sườn đồi đang liên tục diễn ra có thể làm thay đổi cấu trúc liên kết của bề mặt sườn đồi, cũng từ đó, tốc độ thay đổi của các quá trình cũng dần thay đổi nhanh hơn. Những ngọn đồi có dốc lên đến một một ngưỡng cao nào đó nhất định có khả năng loại bỏ khối lượng vật chất cực lớn rất nhanh, khiến cho quá trình sườn đồi trở thành một yếu tố cực kỳ quan trọng của cảnh quan ở các khu vực mà ở đó  hoạt động kiến tạo đang được diễn ra.
Trên Trái Đất, các quá trình sinh học đào hang hoặc hố cây có thể đóng vai trò quan trọng trong việc thiết lập tốc độ của một số quy trình sườn đồi.

### Quá trình núi lửa
Cả hai quá trình núi lửa (phun trào) và đá sâu (xâm nhập) có thể có ảnh hưởng nghiêm trọng đến địa mạo. Hoạt động của núi lửa có xu hướng làm cho cảnh quang ngày càng được trẻ hóa,, bao phủ bề mặt đất cũ bằng dung nham và mạt vụn núi lửa, giải phóng các vật liệu từ dòng chảy nham thạch trào và tác động thay đổi các dòng sông chảy theo một dòng chảy hoàn toàn mới. Các hình nón được xây dựng bởi các vụ phun trào cũng bồi đắp vào địa hình mới một lượng đáng kể, có thể được tác động bởi các quá trình bề mặt khác. Đá lửa xâm nhập sau đó hóa rắn ở độ sâu có thể gây ra cả sự nâng lên hoặc sụt lún bề mặt, tùy thuộc vào việc vật liệu mới dày đặc hơn hay ít đậm đặc hơn đá mà nó thay thế.

### Quá trình kiến tạo
Kiến tạo mảng tác động đến địa mạo có thể dao động từ quy mô giữa hàng triệu năm đến vài phút và thậm chí còn ít hơn thế nữa.  Sự tác động của kiến tạo đối với cảnh quang phụ thuộc rất nhiều vào vải nền tảng của móng mà dù ít hay nhiều đều kiểm soát đến các loại hình thái của kiến tạo địa phương có thể hình thành. Động đất có thể trong một vài phút ngắn ngủi nhưng nó có thể nhấn chìm các vùng đất rộng lớn và tạo ra các vùng đất ngập nước mới. Sự phục hồi sau băng hà – "là sự gia tăng của khối lượng đất sau khi nâng trọng lượng khổng lồ của các tảng băng trong thời kỳ băng hà cuối cùng. Sự phục hồi sau băng hà và sự giảm đẳng hướng là các giai đoạn của đẳng tích băng hà, sự biến dạng của lớp vỏ Trái Đất thích nghi với những thay đổi trong phân bố khối băng. Bắc Âu Á, Bắc Mỹ và Nam Cực. Tuy nhiên, thông qua các quá trình hút nước biển và nâng lên của lục địa, tác động của sự phục hồi sau băng hà trên mực nước biển được cảm nhận trên toàn cầu cách xa các vị trí của các tảng băng hiện tại và trước đây" có thể giải thích cho những thay đổi đáng kể trong hàng trăm đến hàng ngàn năm và cho phép xói mòn vành đai núi để thúc đẩy xói mòn hơn nữa khi khối lượng được loại bỏ khỏi chuỗi và dây đai lên. Động lực của kiến tạo mảng trong khoảng thời gian dài hạn làm phát sinh tạo ra kiến tạo sơn, chuỗi núi lớn với tuổi thọ điển hình hàng chục triệu năm, tạo thành đầu mối cho tốc độ cao của các quá trình lưu biến và đồi núi và do đó sản xuất trầm tích lâu dài.
Các đặc điểm của động lực học quyển manti sâu như là chùm manti và [[phân lớp của thạch quyển thấp hơn cũng đã được đưa ra giả thuyết để đóng vai trò quan trọng trong dài hạn (lớn hơn triệu năm), tiến hóa quy mô lớn (hàng nghìn km) của địa hình Trái Đất (xem địa hình động).  Cả hai đều có thể thúc đẩy sự nâng cao bề mặt thông qua đẳng hướng khi đá nóng hơn, ít đặc hơn, lớp phủ thay thế đá lạnh hơn, dày đặc hơn, lớp phủ ở độ sâu trên Trái Đất.

### Quá trình sinh biển
Các quá trình sinh biển là những quá trình liên quan đến sự tác động của sóng, dòng hải lưu và sự thẩm thấu của chất lỏng thông qua đáy biển. Sạt lở và đất trượt tàu ngầm ngầm cũng là các quá trình quan trọng đối với một số khía cạnh của địa mạo biển. Bởi vì các lưu vực đại dương là nơi chìm cuối cùng cho một phần lớn trầm tích trên cạn, các quá trình lắng đọng và các hình thức liên quan của chúng (ví dụ như quạt trầm tích, đồng bằng châu thổ) đặc biệt quan trọng như các yếu tố của địa mạo biển.

## Các quy mô
Các quá trình địa mạo khác nhau chiếm ưu thế ở quy mô không gian và thời gian khác nhau. Thêm vào đó, quy mô mà các quá trình xảy ra có thể xác định độ phản ứng hoặc mặt khác của cảnh quan đối với những thay đổi trong các lực lái xe như khí hậu hoặc kiến tạo. Những ý tưởng này là chìa khóa để nghiên cứu về địa mạo ngày nay.
Để giúp phân loại quy mô cảnh quan, một số nhà địa mạo học có thể sử dụng các phân loại học sau:
- Thứ nhất – Lục địa, bồn trũng đại dương, vùng khí hậu (gần 10,000,000 km²)
- Thứ hai – Lớp bảo vệ. Ví dụ: cánh cung Baltic – "là một phần của lớp vỏ Trái Đất thuộc về Craton Đông Âu, đại diện cho một phần lớn của Fennoscandia, tây bắc Nga và Bắc Baltic. Nó bao gồm chủ yếu là các thiên thạch Archean và Proterozoi và đá xanh đã trải qua nhiều biến dạng thông qua hoạt động kiến tạo. Nó chứa những tảng đá lâu đời nhất của lục địa châu Âu với độ dày 250-300 km", hoặc dãy núi – "là một loạt các ngọn núi hoặc đồi nằm trong một đường thẳng và được kết nối bởi mặt đất cao. Một hệ thống núi hoặc vành đai núi là một nhóm các dãy núi có sự tương đồng về hình thức, cấu trúc và sự liên kết phát sinh từ cùng một nguyên nhân, thường là một nguồn gốc. [1] Các dãy núi được hình thành bởi một loạt các quá trình địa chất, nhưng hầu hết những quá trình quan trọng trên Trái Đất là kết quả của kiến tạo mảng. Các dãy núi cũng được tìm thấy trên nhiều vật thể khối hành tinh trong Hệ Mặt trời và có khả năng là một đặc điểm của hầu hết các hành tinh trên mặt đất". (~1,000,000 km²)
- Thứ ba – Biển biệt lập, Sahel – "có tên gọi khác là bờ, là khu vực chuyển đổi sinh thái và địa sinh học ở châu Phi giữa Sahara ở phía bắc và Savanna Sudan ở phía nam. Có khí hậu bán khô cằn, nó trải dài trên các vĩ độ trung nam của Bắc Phi giữa Đại Tây Dương và Biển Đỏ" (~100,000 km²)
- Thứ tư – Khối núi – "hay sơn quần là một phần của sơn hệ, nằm ở vị trí tương đối cô lập (ở mức độ nhiều hay ít), có chiều dài và chiều rộng tương đối bằng nhau. Như thế, các khối núi ít bị chia cắt, có sự đồng nhất hình thái được biểu hiện rõ nét. Các khối núi được chia tách với các dãy núi của sơn hệ bằng các thung lũng rộng và sâu. Về mặt địa chất, một khối núi là một đoạn trong lớp vỏ được phân ranh giới bằng các phay hay nếp oằn. Trong chuyển động của lớp vỏ, một khối núi có xu hướng giữ lại cấu trúc nội tại của nó trong khi bị dời chỗ về mặt tổng thể. Thuật ngữ này được sử dụng để chỉ một nhóm các ngọn núi được hình thành bởi cấu trúc như thế. Các khối núi là đơn vị cấu trúc nhỏ hơn của lớp vỏ so với các mảng kiến tạo.", ví dụ Khối núi Central hoặc nhóm các địa hình liên quan như là cánh rừng (~10,000 km²)
- Thứ năm – Thung lũng Sông, rừng sau nhà (~1,000 km²)
- Thứ sáu – Núi đơn hoặc núi lửa, những thung lũng nhỏ (~100 km²)
- Thứ bảy – Đồi, kênh suối, cửa sông (~10 km²)
- Thứ tám – Rãnh – "là một địa hình được tạo ra bởi nước chảy, ăn mòn mạnh vào đất, điển hình là trên sườn đồi. Những con rãnh giống như những con mương lớn hoặc thung lũng nhỏ, nhưng có chiều sâu và chiều rộng từ mét đến hàng chục mét. Khi quá trình hình thành trong quá trình, tốc độ dòng nước có thể là đáng kể, gây ra một hành động cắt sâu đáng kể vào đất.", barchannel (~1 km²)
- Thứ chín – Các đặc điểm của kích thước met

## Chồng chéo với các lĩnh vực khác
Có sự chồng chéo đáng kể giữa địa mạo và các lĩnh vực khác. Sự lắng đọng của vật liệu là vô cùng quan trọng trong trầm tích học.  [[Phong hóa là sự gián đoạn hóa học và vật lý của vật liệu Trái Đất khi tiếp xúc với các tác nhân khí quyển hoặc gần bề mặt, và thường được nghiên cứu bởi các nhà khoa học chuyên về lĩnh vựckhoa học về đất đai và môi trường hóa học, nhưng là một thành phần thiết yếu của địa mạo bởi vì nó là vật liệu có thể di chuyển ở nơi đầu tiên. Các kỹ sư chuyên môn Kỹ thuật xây dựng dân dụng – "là một ngành kỹ thuật chuyên nghiệp có nhiệm vụ thiết kế, thi công và bảo trì các công trình dân dụng cũng như tự nhiên như cầu, đường, đường hầm, đập, tòa nhà,... Kỹ thuật xây dựng dân dụng là ngành kỹ thuật lâu đời nhất chỉ sau kỹ thuật quân sự, nó được coi là ngành phi quân sự để phân biệt với kỹ thuật xây dựng các công trình quân sự. Theo truyền thống, ngành này thường được chia ra làm các ngành nhỏ như kỹ thuật môi trường, địa kỹ thuật, kỹ thuật kết cấu, kỹ thuật giao thông, kỹ thuật đô thị, kỹ thuật môi trường nước, kỹ thuật vật liệu, kỹ thuật công trình biển, khảo sát, và kỹ thuật xây dựng. Kỹ thuật xây dựng dân dụng có mặt ở mọi cấp độ: trong phạm vi công cộng, nhà nước đến tư nhân, và rộng hơn là trên khu vực và quốc tế" và kỹ thuật môi trường – "là một ngành kỹ thuật chuyên nghiệp lấy từ các chủ đề khoa học rộng lớn như hóa học, sinh học, sinh thái, địa chất, thủy lực, thủy văn, vi sinh và toán học để tạo ra các giải pháp bảo vệ và cũng cải thiện sức khỏe của các sinh vật sống và cải thiện chất lượng môi trường. Kỹ thuật môi trường là một môn học phụ của kỹ thuật dân dụng và kỹ thuật hóa học" được quan tâm đến sự xói mòn và vận chuyển trầm tích, đặc biệt là liên quan đến những kênh đào, độ dốc ổn định (và những tai biến tự nhiên), chất lượng nước – "đề cập đến các đặc tính hóa học, vật lý, sinh học và phóng xạ của nước. Nó là thước đo tình trạng của nước so với yêu cầu của một hoặc nhiều loài sinh vật và hoặc với bất kỳ nhu cầu hoặc mục đích nào của con người. Nó được sử dụng thường xuyên nhất bằng cách tham khảo một bộ tiêu chuẩn dựa trên việc tuân thủ, thường đạt được thông qua xử lý nước, có thể được đánh giá. Các tiêu chuẩn phổ biến nhất được sử dụng để đánh giá chất lượng nước liên quan đến sức khỏe của hệ sinh thái, an toàn khi tiếp xúc với con người và nước uống", quản lý môi trường ven biển, vận chuyển chất gây ô nhiễm và phục hồi dòng chảy. Sông băng có thể gây xói mòn và lắng đọng trên diện rộng trong một khoảng thời gian ngắn, khiến chúng trở thành những thực thể cực kỳ quan trọng ở vĩ độ cao và có nghĩa là chúng đặt ra các điều kiện trong các đầu nguồn của dòng suối sinh ra từ núi; do đó băng hà học rất quan trọng trong địa mạo.

## Ứng dụng
Các ứng dụng thực hành của địa mạo học bao gồm các đo đạc và sự ảnh hưởng của biến đổi khí hậu, đánh giá các tai biến như dự đoán và giảm thiểu trượt đất, chỉnh trị và hồi phục dòng sông, bảo vệ bờ biển, và đánh giá sự có mặt của nước trên Sao Hỏa.
Cổ địa mạo học nghiên cứu về địa mạo của tất cả hoặc một phần bề mặt Trái Đất trong quá khứ.